# Johann Georg Ramsauer

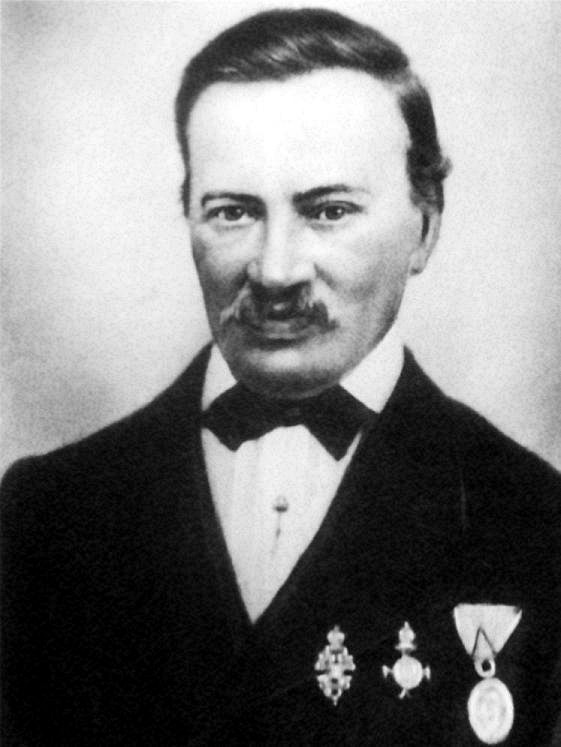
Johann Georg Ramsauer rond 1855

Johann Georg Ramsauer (Hallstatt, 7 maart 1795 — Linz, 14 december 1874) was een Oostenrijks mijnbouwer, die als amateurarcheoloog in 1846 als eerste de grafvelden van de Hallstattcultuur ontdekte en uitgroef.

## Carrière
Ramsauer, afkomstig uit Hallstatt, volgde als 13-jarige een opleiding tot mijnwerker (voor de zogenaamde manipulatie van zoutgroeven door middel van springstoffen) en werkte zich op in de hiërarchie, totdat hij op zijn 36ste de rang van Bergmeister bekleedde. Toen hij in november 1846 op de flanken van het Dachsteinmassief boven Hallstatt een steengroeve opende, stiet hij op een onbekend veld met skeletten.
Tezamen met mijnwerker Isidor Engl, die schetsen maakte, documenteerde Ramsauer nauwlettend alle vondsten. Nog in 1846 doopte de Zweedse onderzoeker Hans Hildebrand de nieuw ontdekte beschaving Hallstattcultuur. In de loop van de daaropvolgende 17 jaar werden er 980 graven geopend en ruim 19.497 grafgiften geborgen.
Niettegenstaande de wetenschappelijke sensatie die de vondsten teweegbrachten, bereikte Ramsauer als iemand zonder archeologische opleiding nooit de erkenning waarop hij als wetenschapper recht gehad zou hebben. Keizer Frans Jozef I van Oostenrijk en Keizerin Elisabeth bezochten persoonlijk de site (te welker gelegenheid Ramsauer de opening van een der spectaculairste graven reserveerde), doch de keizer ging niet in op Ramsauers verzoek in 1859 om diens opgravingsprotocollen uit te geven.
Ramsauer ging op 5 november 1863 met pensioen naar Linz, in de overtuiging dat de opgravingssite was uitgeput. Desalniettemin bleven tot 1939 nieuwe ontdekkingen aan het licht komen. Het Naturhistorisches Museum Wien hervatte de opgravingen in 1994.
Ramsauer huwde driewerf en kreeg 22 kinderen. Zijn oorspronkelijke schetsen en optekeningen vallen grotendeels te bezichtigen in het museum van Hallstatt.